# Nómade (álbum)
Nómade es el segundo álbum de estudio del cantante argentino de reggae Bahiano, publicado en mayo del 2008 bajo el sello discográfico de Sony BMG, y producido por él mismo junto con Matías Zapata.
Del disco se desprenden los sencillos «Tarde gris», «Fuego» y «Mi manera de amarte», todos con sus respectivos videoclips oficiales.

## Descripción
El disco fue grabado en los meses de noviembre y diciembre del 2007, en los estudios BHZ y Panda de Buenos Aires. De los doce temas que conforman «Nómade», hay dos covers: «Hombre al agua» de Soda Stereo; y «Mi manera de amarte» de Enzo Buono.
El propio Bahiano describió así el proyecto:

"Nómade me pareció un nombre que estaba teniendo mucho que ver conmigo cuando empecé a pensar en este nuevo proyecto, soy muy movedizo, me encanta viajar, cambiar de hábitat bastante seguido... Si bien la palabra para mí no es una transcripción directa del significado del disco, me pareció que representaba mucho lo que estaba viviendo".
Bahiano, entrevistado en 2008.

Además Bahiano se dio tiempo para dedicatorias, como es el caso de «Rayo de sol», canción que fue compuesta especialmente para Candela, Tadeo y Santino, los hijos del cantante.

## Lista de canciones
| Nómade |                                  |          |  |
| N.º    | Título                           | Duración |  |
| 1.     | «Nómade»                         | 3:30     |  |
| 2.     | «No voy a olvidarte»             | 3:27     |  |
| 3.     | «Tarde gris»                     | 3:59     |  |
| 4.     | «Mi manera de amarte» (Buono)    | 2:45     |  |
| 5.     | «Así como seas»                  | 3:42     |  |
| 6.     | «Salgamos de este lugar»         | 3:10     |  |
| 7.     | «Rayo de sol»                    | 3:43     |  |
| 8.     | «Hoy que no estás»               | 3:32     |  |
| 9.     | «Reggaemusik»                    | 3:32     |  |
| 10.    | «No te deshagas más de mí»       | 3:58     |  |
| 11.    | «Fuego»                          | 3:06     |  |
| 12.    | «Hombre al agua» (Cerati/Melero) | 4:36     |  |

Nota: Todas las canciones escritas y compuestas por Bahiano y Matías Zapata, excepto:
- «Mi manera de amarte» por Enzo Buono.
- «Hombre al agua» por Daniel Melero (letra) y Gustavo Cerati (letra y música).

## Músicos
- Bahiano — voz y composición.
- Matías Zapata — teclados, guitarra, coros y composición.
- Matías Méndez — bajos.
- Hernán Martín — tambores.
- Lucas Pagano — guitarra.
- Juan Eduardo Escalona — trombón.
- Fabián Veglio — trompeta.
- Pablo Fortuna — saxofón.
- Luciana Palacios, Ayelén Zuker y Anu Orellano — coros.
- Gustavo Martelli — percusión en «Hombre al agua».
- Pablo Akselrad — guitarra en «Hombre al agua».
- Chino Courvoisier — percusión en «Nomade».

## Datos técnicos
- Grabado en: Estudios BHZ+ y Panda (Buenos Aires).
- Fechas de grabación: noviembre y diciembre de 2007.
- Mezclado en: Estudios Panda.
- Ingenieros de grabación y mezcla: Matías Zapata y Nicolás Kalwill.
- Masterizado por Chris Gehringer en Sterling Sound (Nueva York).
- Dirección musical: Matías Zapata.
- Dirección de A&R: Rafa Vila.